# Colle (casa)
Colle, situata presso Charlottesville, in Virginia, il cui toponimo è tratto direttamente dalla lingua italiana per indicare una piccola montagna, era la tenuta di Filippo Mazzei. La proprietà confina con la più celebre Monticello, abitazione privata di Thomas Jefferson, terzo presidente degli Stati Uniti d'America e fondatore dell'Università della Virginia. L'edificio è stato costruito su invito e suggerimento dello stesso Jefferson, ed è situato sulla cima di un colle delle Southwest Mountains.
Mazzei, commerciante e orticoltore toscano, giunse in Virginia nel 1773 e fu convinto da Thomas Jefferson a stabilirsi lì. Jefferson gli diede 193 acri di terra, che Mazzei chiamò Colle (da Colle Val d'Elsa). Costruì una casa intorno al 1774 e organizzò una compagnia per produrre vino, olio e seta. Nel 1779 affittò Colle al generale prussiano Friedrich Riedesel, prigioniero di guerra assiano.
Oggi l'edificio originale non esiste più, ma nello stesso luogo sorge la Jefferson Vineyards, azienda privata che ne costituisce la continuità vitivinicola al territorio. L'attuale casa in stile revival coloniale francese, progettata dall'architetto William Delano, fu completata nel 1940 per Stanley Woodward, un importante diplomatico.

## Storia

### Fondazione
Jefferson fu anche un entusiasta viticoltore, anche se in questo campo non ebbe troppo successo. Ritornato dalla Francia, Jefferson avrebbe cercato di avviare una tenuta vitivinicola a Monticello, ma con scarso successo. Convinto da Benjamin Franklin e finanziato da Thomas Adams, amico mercante di Thomas Jefferson, il 2 settembre 1773 un viticoltore toscano di nome Filippo Mazzei partì per la Virginia con viti europee. Mazzei era diretto nella contea di Augusta, dove l'Assemblea legislativa della Virginia gli aveva promesso dei terreni. Lungo la strada, Mazzei e Adams si fermarono a Monticello, dove Thomas Jefferson convinse Mazzei a diventare suo vicino e gli donò 193 acri a sud di Monticello - parte dell'attuale tenuta Jefferson Vineyards. L'anno successivo Mazzei acquistò un ulteriore appezzamento di 281 acri da Edward Carter. Costruì una casa che chiamò Colle e mise i suoi uomini a dissodare la terra e piantare viti. Oggi, dove Thomas Jefferson e Filippo Mazzei scelsero il terreno per coltivare uva, sorge la Jefferson Vineyards, all'epoca prima azienda vinicola della Virginia.

### Produzione
Thomas Jefferson incoraggiò Philip Mazzei a fondare una compagnia vinicola in Virginia, la Virginia Wine Company. La società contava 38 azionisti, tra cui molti coloni di spicco come Jefferson e George Washington. Venne raccolto un capitale di 2.000 sterline "allo scopo di coltivare e produrre vino, olio, piante agrumarie e seta". Sebbene un duro gelo rovinò molti vigneti nel 1774, anni dopo Mazzei riuscì a produrre due botti di vino da sei varietà di uva selvatica. Molto tempo dopo i suoi esperimenti viticoli a Colle, Mazzei scrisse di credere che il clima e il terreno della Virginia fossero ideali per la coltivazione della vite. Affermò:

### Declino
Nel 1778, Thomas Jefferson, Patrick Henry, George Mason e altri coloni inviarono Filippo Mazzei in Italia per ottenere un prestito dal Granduca di Toscana, amico di Mazzei, a sostegno della Rivoluzione Americana. Gli investimenti americani di Mazzei furono una fonte continua di problemi. La sua tenuta a Colle era andata in rovina. Durante la Rivoluzione Americana, era stata affittata agli ufficiali dell'esercito britannico detenuti nel complesso carcerario di The Barracks nella contea di Albemarle. Durante la sua assenza, Mazzei affittò Colle al barone von Riedesel, generale e prigioniero di guerra assiano. In una sola settimana, i cavalli del generale calpestarono le viti e
(Lettera di Thomas Jefferson a Albert Gallatin, 25 gennaio 1793)

### Ricostruzione
Attorno al 1930 Colle venne smantellata. Si presume che parti degli esterni della casa siano state utilizzate per la ristrutturazione della Michie Tavern, situata qualche chilometro a nord della tenuta. In quel periodo, il terreno circostante Colle potrebbe essere stato adibito a frutteto di mele e pesche.
Nel 1939, seguendo le orme dei loro amici intimi, il Maggiore Generale "Pa" Watson e la signora Watson, che avevano costruito una casa nella vicina Kenwood, Shirley e Stanley Woodward Sr. acquistarono Colle. La nuova casa fu progettata da William Adams Delano, cugino del presidente Franklin Delano Roosevelt. Colle venne ricostruita sulle fondamenta della casa originaria di Mazzei.

## Esperimentovitivinicolo coloniale
Il racconto e le sfide che un esperimento vitivinicolo nella colonia della Virginia doveva affrontare sono ben descritti in una lettera di Thomas Jefferson a Albert Gallatin:
Mr. Legaux called on me this morning to ask a statement of the experiment which was made in Virginia by a Mr. Mazzei for the raising vines and making wine, and desired I would address it to you. Mr. Mazzei was an Italian and brought over with him about a dozen laborers of his own country, bound to serve him 4. or 5. years. We made up a subscription for him of £2000. sterling, and he began his experiment on a peice of land adjoining to mine. His intention was, before the time of his people should expire, to import more from Italy. He planted a considerable vineyard, and attended to it with great diligence for three years. The war then came on. The time of his people soon expired; some of them enlisted, others chose to settle on other lands and labor for themselves; some were taken away by the gentlemen of the country for gardeners, so that there did not remain a single one with him, and the interruption of navigation prevented his importing others. In this state of the thing he was himself employed by the state of Virginia to go to Europe as their agent to do some particular business. He rented his place to General Riedesel, whose horses in one week destroyed the whole labour of three or four years, and thus ended an experiment, which, from every appearance, would in a year or two more have established the practicability of that branch of culture in America. This is the sum of the experiment as exactly as I am able to state it from memory, after such an interval of time, and I consign it to you in whose hands I know it will be applied with candor, if it contains any thing applicable to the case for which it has been asked. I have the honor to be with great esteem & respect Sir Your most obedt & most humble servt»
Questa mattina il Signor Legaux mi ha contattato per richiedere una relazione sull'esperimento condotto in Virginia da un Signor Mazzei, riguardante la coltivazione di viti e la produzione di vino. Mi ha pregato di indirizzarla a Lei. Il Signor Mazzei era italiano e portò con sé una dozzina di lavoratori dal suo paese, legati a servirlo per 4 o 5 anni. Abbiamo raccolto per lui un fondo di 2.000 sterline, e ha iniziato il suo esperimento su un terreno adiacente al mio. La sua intenzione era di importare altri lavoratori dall'Italia prima che il contratto dei suoi scadesse. Piantò un considerevole vigneto e se ne occupò con grande diligenza per tre anni. Poi scoppiò la guerra. Il contratto della sua gente giunse presto al termine; alcuni si arruolarono, altri scelsero di stabilirsi su altre terre e lavorare per conto proprio; alcuni furono assunti da gentiluomini della zona come giardinieri, così che non ne rimase nemmeno uno con lui, e l'interruzione dei commerci marittimi gli impedì di importarne altri. In questa situazione, lo Stato della Virginia lo impiegò come suo agente in Europa per svolgere alcune specifiche mansioni. Affittò la sua proprietà al Generale Riedesel, i cui cavalli in una settimana distrussero tutto il lavoro di tre o quattro anni, ponendo così fine a un esperimento che, da ogni apparenza, in uno o due anni al massimo avrebbe potuto dimostrare la fattibilità di quel ramo agricolo in America. Questo è il sunto dell'esperimento, per quanto la mia memoria me lo consenta dopo così tanto tempo. Lo affido a Lei, sapendo che nelle Sue mani verrà utilizzato con correttezza, se contiene informazioni applicabili al caso per cui è stato richiesto. Ho l'onore di esserLe con grande stima e rispetto, Suo obbedientissimo e devotissimo servitore»